# Pyrosome

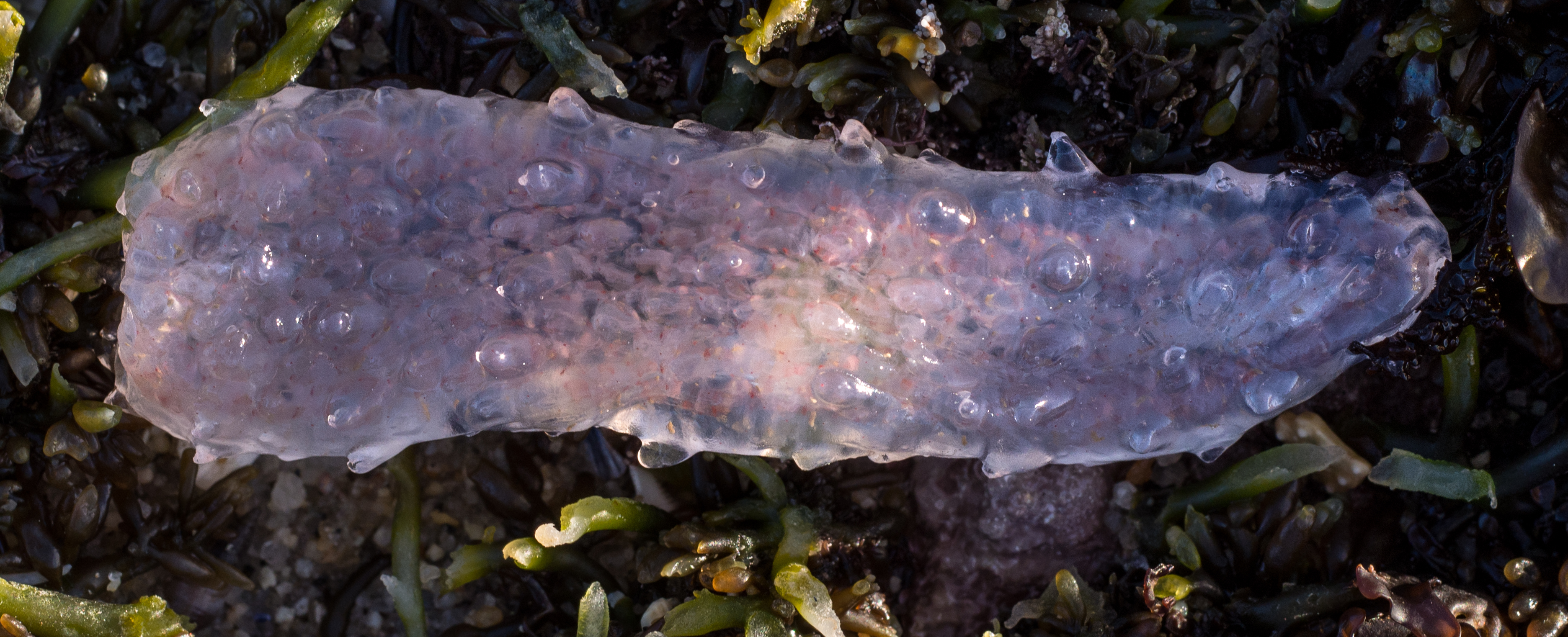
Pyrosoma atlanticum

Een pyrosome is een met het zeewater meegaande kolonie van manteldieren. De pyrosome komt voor in warm zeewater. De pyrosome is cilindrisch of conisch en bestaat uit een kolonie van honderden tot duizenden individuen (zooïdes). De lengte van een pyrosome varieert sterk en kan gaan van minder dan een centimeter tot een tiental meters. Elke individu is slechts enkele millimeters groot, maar ze zijn allemaal met elkaar verbonden in een gelatine-achtige stof.
De pyrosome is tevens een soort plankton. Dat wil zeggen dat bewegingen grotendeels worden gecontroleerd door de getijden en de golven. Verdere bewegingen van de pyrosome ontstaan door beweging ten opzichte van elkaar, trilhaartjes of door het uitstoten van water.
De pyrosome doet ook aan bioluminescentie en geeft daardoor een blauw-groen licht af. Dit verklaart ook de naam: pyrosoma is een samenstelling van Oudgrieks πῦρ, pur (vuur) en σῶμα, sōma (lichaam). Verder is de pyrosome verwant met salpen.
De bijnaam van de pyrosome is 'eenhoorn van de zee'.